# Telenor
Telenor – norweskie przedsiębiorstwo telekomunikacyjne, notowane na Giełdzie Papierów Wartościowych w Oslo, wchodzące w skład Indeksu OBX.
Przedsiębiorstwo została założone w 1855 roku jako Telegrafverket, potem zmieniło nazwę w 1969 roku na Televerket. W roku 1994 przyjęło obecną nazwę, kiedy stało się spółką akcyjną. Telenor był aż do 1998 monopolistą w usługach komunikacyjnych dla klientów prywatnych w Norwegii.
Obecnie zatrudnia około 23 tys. pracowników, z czego 12 tys. z nich poza granicami Norwegii. W 2006 roku wartość spółki na giełdzie wzrosła do 125 miliardów koron norweskich (około 17,4 miliarda euro). Większościowy pakiet akcji należy do norweskiego państwa.
Przedsiębiorstwo jest głównym właścicielem platformy Canal Digital. W Pakistanie należąca do niego sieć komórkowa jest drugim co do wielkości operatorem.